# L'Éperon (La Réunion)
Pour les articles homonymes, voir L'Éperon.
L'Éperon est un lieu-dit de l'île de La Réunion, département d'outre-mer français dans le sud-ouest de l'océan Indien. Quartier de la commune de Saint-Paul, il est situé au sud-sud-ouest du centre-ville de Saint-Paul en surplomb de la ravine Saint-Gilles. Il est connu pour son village artisanal et pour son ancienne usine sucrière dont la cheminée, dite cheminée L'Éperon, est protégée.

## Historique
Le site tient son nom de sa forme géographique, une avancée en forme d'éperon de cavalier sur la rive droite de la ravine Saint-Gilles. 
La famille Auber prend possession de la concession en 1704. En 1861, une usine sucrière est construite par Médéric Longuet. Plusieurs propriétaires se succèderont. En 1932, l'usine est abîmée par un cyclone et elle ferme définitivement en 1935.
En 1981, l'usine sucrière étant désaffectée, c'est sous l'idée novatrice de Luc Donat, musicien violoniste, surnommé le Roi du séga (Triple album de la collection Takamba du Pôle Régional des Musiques Actuelles de La Réunion "Luc Donat, le roi du séga") que le village de l’Éperon voit le jour. C'est à partir de 1983-1984 qu'il lance le village culturel de l’Éperon avec l'aide de Gabrielle Weber, professeur de danse qui anima pour la première fois à la Réunion des cours de dessin et d'initiation à la danse pour les enfants à partir de 4 ans. À cette époque, la seule activité commerciale du futur village artisanal, hormis l'activité culturelle de Gabrielle Weber, était celle de l'imprimeur sur tissu Legall qui fabriquait des tee shirts que l'on pouvait trouver à la vente dans les boutiques en ville et dans l'aéroport de Gillot.